# Rastrineobola
Rastrineobola is een monotypisch geslacht van straalvinnige vissen uit de familie van eigenlijke karpers (Cyprinidae).

## Soort
- Rastrineobola argentea Pellegrin, 1904